# Johann Adolf Hasse

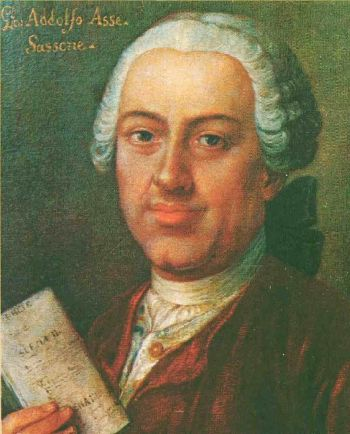
Johann Adolf Hasse.

Johann Adolf Hasse (Bergedorf, cerca de Hamburgo, 25 de marzo de 1699 - Venecia, 16 de diciembre de 1783) fue un compositor alemán del barroco tardío y rococó.

## Vida

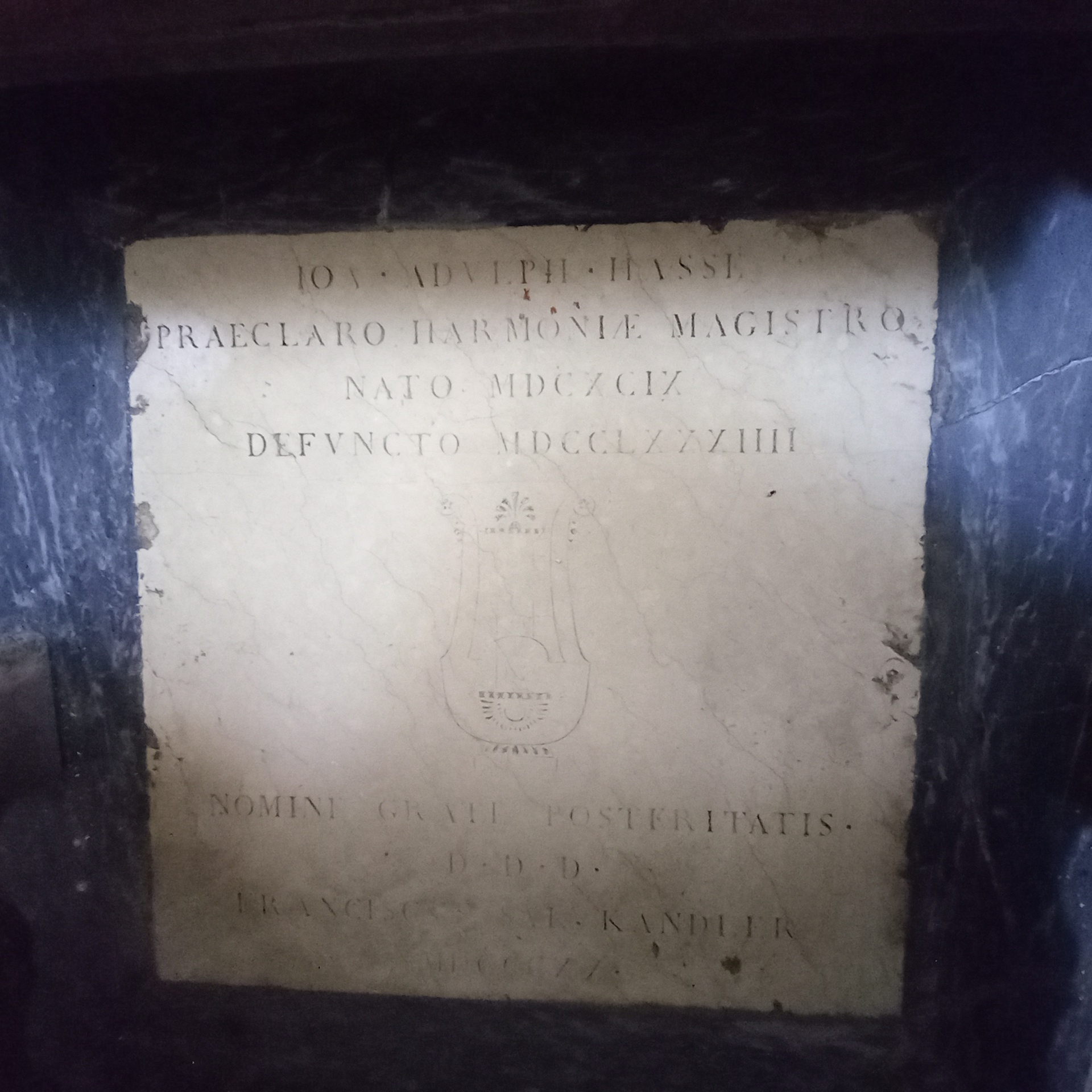
La tumba de Hasse en la iglesia de San Marcuola en Venecia.

Hasse recibió su primera educación musical de su padre. Debido a que tenía una hermosa voz de tenor, pudo participar en el ensamble de ópera de Reinhard Keiser en 1718. Más adelante obtuvo el puesto de cantante en la corte de Brunswick-Lüneburg, donde también debutó como compositor con su ópera seria Antioco, en 1721. Tras el gran éxito de esta primera obra, el príncipe decidió enviar a Hasse a Italia para que pudiera perfeccionarse como compositor. De esta forma, en 1722 llegó a Nápoles, donde estudió con Nicola Antonio Porpora, con quien nunca pudo entenderse y con quien estuvo únicamente un corto tiempo. Igualmente entabló amistad con Alessandro Scarlatti, por el cual recibió su primer encargo como compositor en Italia: la serenata Marc Antonio e Cleopatra para dos voces. Esta obra se ejecutó por dos de los más famosos cantantes italianos, Farinelli y Vittoria Tesi, durante la celebración familiar de un próspero mercader. En noviembre de 1723 pudo llevar su ópera Tigrane al escenario.
En los años siguientes alcanzó gran popularidad y ya para 1726, después de su exitosa ópera Sesostrate, escrita para la Ópera Real de Nápoles, era conocido en toda Italia como il Sassone (el sajón). Ese mismo año recibió el puesto de maestro de capilla en Venecia, en donde conoció a la muy reconocida mezzosoprano Faustina Bordoni, quien en 1730 se convirtió en su esposa. Ambos músicos recibieron una oferta muy generosa del elector Federico Augusto I de Sajonia para trabajar en Dresde. Tras aceptar esta oferta, la pareja se mudó a la ciudad alemana, donde permaneció dos años. En este tiempo, Hasse compuso la ópera Cleofide, su obra más famosa y con la que nuevamente tuvo gran éxito. Después de un viaje por Italia, donde presentó la ópera Ezio en Nápoles, Hasse fue a Londres para presentar su ópera Artaserse, que ya había sido estrenada en Venecia en 1730. Durante su estancia en Londres fue incitado para convertirse en el rival del compositor George Frideric Haendel. Sin embargo, Hasse rechazó esta posibilidad y únicamente permaneció en la ciudad para supervisar los ensayos de su ópera.
En 1731 estrenó en Turín Catone in Utica; en 1732 estrenó en Nápoles la ópera Issipile y en Venecia Demetrio ; en 1733  Siroe, re di Persia en Bolonia.
En 1739, algunos años después de la muerte del elector Augusto II, regresó la familia Hasse a Dresde y Johann Adolph retomó el puesto de maestro de capilla. Fue en este tiempo cuando la capilla de la corte se convirtió en una de las mejores orquestas de Europa. En 1738, estrenó en Dresde la segunda versión de su ópera  La clemencia de Tito cuya primera versión había estrenado en Pésaro (1735); en 1745, Arminio; en 1750, Attilio Regolo  y en 1756, L'Olimpiade.
En 1744 estrenó en Nápoles La Semiramide riconosciuta con libreto de Metastasio.
Debido a la Guerra de los Siete Años, la actividad de la ópera en Dresde fue suspendida en 1756, debiendo estrenar su Achille in Sciro en Nápoles (1759).  Después de la muerte del elector Augusto III en 1763 y como el estado tenía problemas financieros, Hasse fue despedido sin pensión alguna. La familia se marchó entonces a Viena, donde Johann Adolph continuó su actividad componiendo óperas como Il trionfo di Clelia, convirtiéndose en el compositor favorito de la emperatriz María Teresa I. 
En 1771 compuso su última ópera Ruggiero, escrita para la boda del archiduque Fernando de Austria en Milán. En esta misma ocasión se presentó la serenata Ascanio in Alba de Wolfgang Amadeus Mozart, quien tenía en ese momento solamente 15 años. Sorprendido por la genialidad del joven Mozart, Hasse comentó que "este chico hará que nos olviden a todos" (Dieser Knabe wird uns alle vergessen machen). 
Hasse murió el 16 de diciembre de 1783 en Venecia, donde, a petición de su mujer, también fue enterrado. Sus restos yacen en la iglesia de San Marcuola, junto con su esposa.

## Óperas
- Antioco (11 de agosto de 1721, Braunschweig)
- Antonio e Cleopatra (septiembre de 1725, Nápoles)
- Il Sesostrate (13 de mayo de 1726, Nápoles)
- La Semele o sia La richiesta fatale (otoño de 1726, Nápoles)
- L'Astarto (diciembre de 1726, Nápoles)
- Enea in Caonia (1727, Nápoles)
- Gerone tiranno di Siracusa (19 de noviembre de 1727, Nápoles)
- Attalo, re di Bitinia (mayo de 1728, Nápoles)
- L'Ulderica (29 de enero de 1729, Nápoles)
- La sorella amante (primavera de 1729, Nápoles)
- Il Tigrane (4 de noviembre de 1729, Nápoles)
- Artaserse (febrero de 1730, Venecia)
- Dalisa (mayo de 1730, Venecia)
- Arminio (28 de agosto de 1730, Milán)
- Ezio (otoño de 1730, Nápoles)
- Cleofide (13 de septiembre de 1731, Dresde) Basado en el libreto de Pietro Metastasio, Alessandro nell'Indie
- Catone in Utica (26 de diciembre de 1731, Turín)
- Cajo Fabrizio (12 de enero de 1732, Roma) Basado en el libreto de Apostolo Zeno, Pirro
- Demetrio (enero de 1732, Venecia)
- Euristeo (mayo de 1732, Venecia)
- Issipile (1 de octubre de 1732, Nápoles)
- Siroe rè di Persia (2 de mayo de 1733, Bolonia)
- Sei tu, Lidippe, ò il sole (4 de agosto de 1734, Dresde)
- Senz'attender che di maggio (1734, Dresde)
- Tito Vespasiano (24 de septiembre de 1735, Pesaro) [La clemenza di Tito]
- Alessandro nell'Indie (carnaval de 1736, Venecia; reelaboración de Cleofide 1731 Dresde)
- Senocrita (27 de febrero de 1737, Dresde)
- Atalanta (26 de julio de 1737, Dresde)
- Asteria (3 de agosto de 1737, Dresde)
- Irene (8 de febrero de 1738, Dresde)
- Alfonso (11 de mayo de 1738, Dresde)
- Viriate (carnaval de 1739, Venecia) Basado en el libreto de P. Metastasio Siface
- Numa Pompilio (7 de octubre de 1741, Hubertusburg)
- Lucio Papirio (18 de enero de 1742, Dresde)
- Didone abbandonata (7 de octubre de 1742, Hubertusburg)
- L'asilo d'Amore (julio de 1742, Nápoles)
- Serenata Endimione (julio de 1743, Nápoles)
- Antigono (10 de octubre de 1743, Hubertusburg)
- Ipermestra (8 de enero de 1744, Viena)
- Semiramide riconosciuta (4 de noviembre de 1744, Nápoles)
- Arminio (7 de octubre de 1745, Dresde)
- La spartana generosa ovvero Archidamia (14 de junio de 1747, Dresde)
- Leucippo (7 de octubre de 1747, Hubertusburg)
- Demofoonte (9 de febrero de 1748, Dresde)
- Il natal di Giove (7 de octubre de 1749, Hubertusburg)
- Attilio Regolo (12 de enero de 1750, Dresde)
- Ciro riconosciuto  (20 de enero de 1751, Dresde)
- Adriano in Siria (17 de enero de 1752, Dresde)
- Solimano (5 de febrero de 1753, Dresde)
- L'eroe cinese (7 de octubre de 1753, Hubertusburg)
- Artemisia (6 de febrero de 1754, Dresde)
- Ezio (20 de enero de 1755, Dresde)
- Il rè pastore (7 de octubre de 1755, Hubertusburg)
- L'Olimpiade (16 de febrero de 1756, Dresde)
- Nitteti (enero de 1758, Venecia)
- Il sogno di Scipione (7 de octubre de 1758, Varsovia)
- Demofoonte (4 de noviembre de 1758, Nápoles)
- La clemenza di Tito (20 de enero de 1759, Nápoles)
- Achille in Sciro (4 de noviembre de 1759, Nápoles)
- Artaserse in Sciro (26 o 27 de enero de 1760, Nápoles)
- Alcide al Bivio (8 de octubre de 1760, Viena)
- Zenobia (carnavales de 1761, Viena)
- Il trionfo di Clelia (27 de abril de 1762, Viena)
- Egeria (24 de abril de 1764, Viena)
- Romolo ed Ersilia (6 de agosto de 1765, Innsbruck)
- Partenope (9 de septiembre de 1767, Viena)
- Piramo e Tisbe (noviembre de 1768, Viena)
- Il Ruggiero, ovvero L'eroica gratitudine (16 de octubre de 1771, Milán)